# Saint-Martin-de-la-Brasque
Saint-Martin-de-la-Brasque – miejscowość i gmina we Francji, w regionie Prowansja-Alpy-Lazurowe Wybrzeże, w departamencie Vaucluse.
Według danych na rok 1990 gminę zamieszkiwało 517 osób, a gęstość zaludnienia wynosiła 92 osoby/km² (wśród 963 gmin regionu Prowansja-Alpy-W. Lazurowe Saint-Martin-de-la-Brasque plasuje się na 480. miejscu pod względem liczby ludności, natomiast pod względem powierzchni na miejscu 790.).

## Populacja

Populacja Saint-Martin-de-la-Brasque w latach 1962-2008